# Parafia św. Jana Chrzciciela w Lubrzy
Parafia pw. św. Jana Chrzciciela w Lubrzy – parafia rzymskokatolicka w Lubrzy, należąca do dekanatu Świebodzin – NMP Królowej Polski, diecezji zielonogórsko-gorzowskiej, w metropolii szczecińsko-kamieńskiej, erygowana w 1945. W parafii posługują księża salezjanie.

## Miejsca święte
Na terytorium parafii znajdują się cztery kościoły. Poza tym msze na terenie parafii odprawiane są w odpowiednio przygotowanych kaplicach w Staropolu oraz we wsi Bucze.

### Kościół parafialny
- Kościół pw. św. Jana Chrzciciela w Lubrzy

### Kościoły filialne i kaplice
- Kaplica pw. św. Jana Bosko w Buczy
- Kościół pw. Matki Bożej Częstochowskiej w Mostkach
- Kościół pw. św. Anny w Nowej Wiosce
- Kościół pw. Podwyższenia Krzyża Świętego w Przełazach
- Kaplica pw. MB Różańcowej w Staropolu
- Kaplica pw. św. Barbary w Zagajach
- Kaplica zakonna księży salezjanów w Lubrzy

## Grupy parafialne
- Ministranci
- Schola parafialna
- Żywy Różaniec
- Parafialny zespół Caritas
- Animatorzy grup do bierzmowania